# Palmas d’Aveyron
Palmas d’Aveyron község Franciaország Okcitánia régiójában, Aveyron megyében. Új községként 2016. január 1-jén jött létre három korábbi község: Palmas, Coussergues és Cruéjouls egyesítésével. Az egyesüléskor az új község lélekszáma 1059 fő lett. Lakosainak száma 1027 fő (2022. január 1.).

## Népesség
| Lakosok száma | 1027 | 1024 | 1020 | 1017 | 1028 | 1026 | 1027 |
|               | 2016 | 2017 | 2018 | 2019 | 2020 | 2021 | 2022 |